# مورد توجه پادشاه
مورد توجه پادشاه (انگلیسی: The King's Case Note) فیلم کمدی محصول کره جنوبی سال ۲۰۱۷ به کارگردانی مون هیون سونگ و با بازی لی سون کیون و آن جه هونگ است.

## خلاصهٔ داستان
یک پادشاه همراه با آرشیویست خود به دنبال حقیقت پشت یک جنایت هستند که ثبات پادشاهی را تهدید می‌کند.

## بازیگران
- لی سون کیون در نقش پادشاه یه‌جونگ
  - کانگ چان هی در نقش جوانی پادشاه یه‌جونگ
- آن جه هونگ در نقش یون یی سو
- کیم هی وون در نقش نام گون هی
- کیونگ سو جین در نقش سون هوا
- جونگ هه این در نقش هوک وون
- جو جین مو در نقش جیک جه هاک
- جانگ یونگ نام در نقش سو‌ بین
- شیم وان جون در نقش ماهیگیر
- کیم اونگ سو
- پارک جونگ مین در نقش ولیعهد یی کیونگ (حضور ویژه)